# Chilothorax conspurcatus
Chilothorax conspurcatus är en skalbaggsart som beskrevs av Carl von Linné 1758. Chilothorax conspurcatus ingår i släktet Chilothorax och familjen Aphodiidae. Inga underarter finns listade i Catalogue of Life.